# It's Not Christmas Without You
"It's Not Christmas Without You" es una canción interpretada por la cantante y actriz estadounidense Victoria Justice, con la participación de Leon Thomas III, Ariana Grande y Elizabeth Gillies. 
Fue lanzado el 3 de diciembre de 2011 como único sencillo en la celebración de Navidad, junto con el sencillo «You're the Reason (versión acústica)» de la serie Victorious.
La canción fue compuesta por Michael Corcoran y Eric Goldman. Nickelodeon lanzó un nuevo álbum el 19 de noviembre de 2012 llamado Merry Nickmas, y esta canción se encuentra presente en el álbum como el tercer sencillo.

## Lista de canciones
It's Not Christmas Without You fue lanzado junto con You're the Reason (Acoustic Version) el 3 de diciembre de 2011 en las tiendas digitales, tales como iTunes.
| N.º | Título                                 | Escritor(es)                              | Artista(s)                                                           | Duración |  |
| 1.  | «It's Not Christmas Without You»       | Michael Corcoran Eric Goldman             | Victoria Justice, Elizabeth Gillies, Ariana Grande & Leon Thomas III | 2:33     |  |
| 2.  | «You're the Reason (Acoustic Version)» | Michael Corcoran CJ Abraham Dan Schneider | Victoria Justice                                                     | 2:53     |  |

## Créditos
- Michael Corcoran - Compositor
- Eric Goldman - Compositor
- Victoria Justice - Voz
- Elizabeth Gillies, Ariana Grande y Leon Thomas III - Voces adicionales